# 차 없는 날

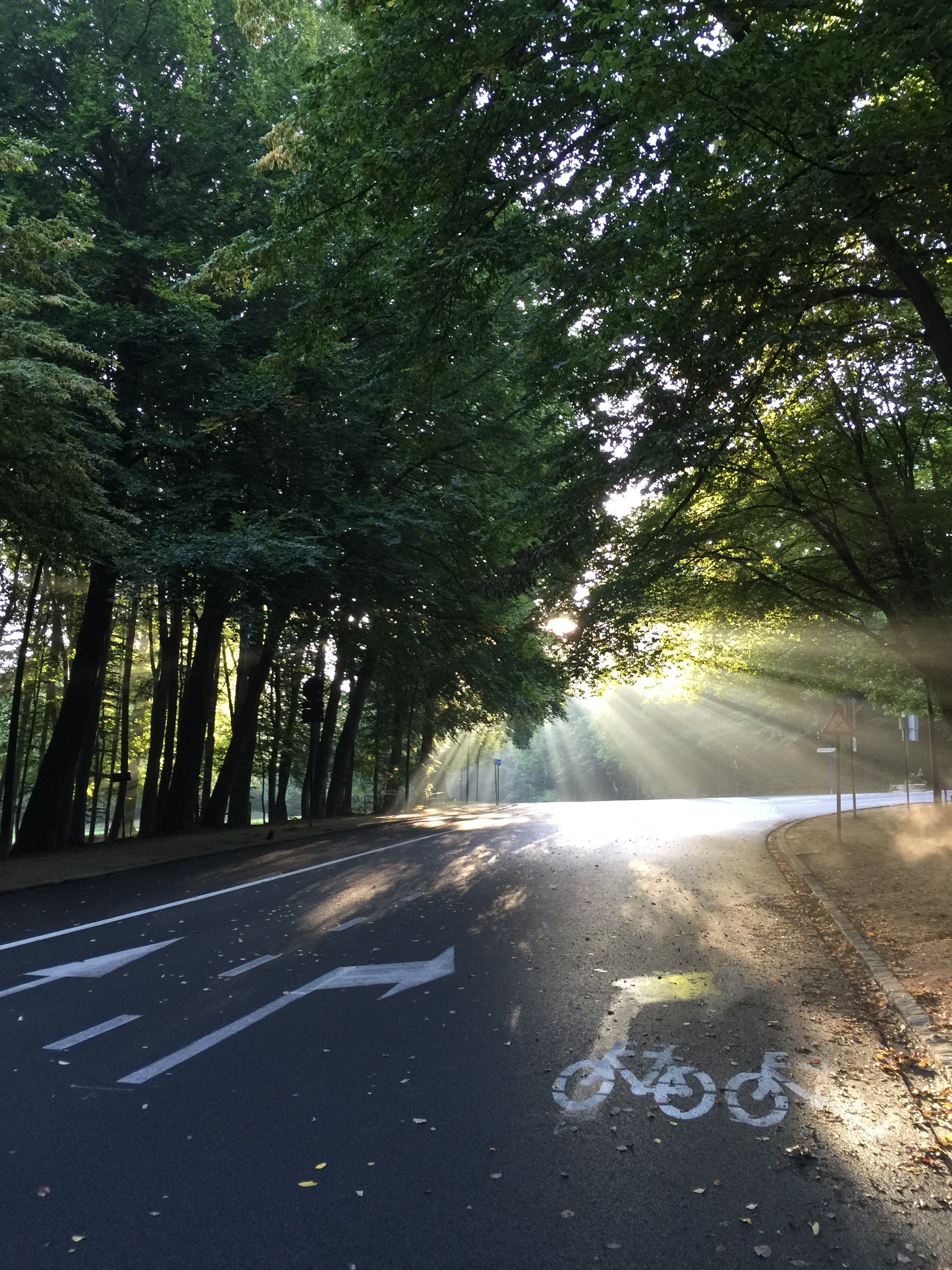

승용차 없는 날은 다양한 장소에서 다양한 방법으로 조직되는 행사다.

## 개요와 역사
어떤 날을 정하여 하루 종일 또는 일시적으로 상당한 숫자의 승용차를 도시의 가로 또는 어떤 특정 목표 지역 또는 근린(neighborhood)에서 줄이는 공통된 목표를 지닌 행사다. 이 행사는 이것이 이뤄지는 지역 주변에서 거주하거나 일하는 이들에게 그들의 도시가 훨씬 적은 승용차 통행이라는 변화로 인해 어떻게 될 것인지, 그리고 어떻게 작동하는지를 생각해 볼 기회를 주기 위한 것이다. 이는 1973~4년에 있던 1차 석유파동으로 인해 기본적인 시작점을 지니게 된 것 같으나, 1994년에 이르러서야 그와 같은 계획에 대하여 잘 구성된 요청이 에릭 브리턴에 의해 국제 도시 접근성 협회 회의에서 제기되었다.
2년 사이에 최초의 승용차 없는 날이 레이캬비크(아이슬란드), 바스(영국), 라 로셸(프랑스)에서 조직되었으며, 승용차 없는 날을 범세계적으로 후원하기 위해 비공식적인 세계 승용차 없는 날 협의회가 1995년에 조직되었다. 최초의 국가적 프로그램인 ‘도시에서는 내 차를 타지 않기!(In town, without my car!)’는 프랑스에서 1997년 시작되었으며 전 유럽적인 발의는 유럽 위원회에 의해 2000년에 이뤄졌다. 같은 해, 위원회는 이 프로그램을 이제 위원회의 중심적 관심사인 ‘유럽 이동성 주간’ 행사로도 확대하였고, 자동차 없는 날은 많은 새로운 이동성을 전반적으로 가지고 왔다. 또한 2000년에는, 승용차 없는 날은 세계 승용차 없는 날 프로그램으로 이제는 ‘세계 승용차에 대한 자유 네트워크(World Carfree Network)’가 된 ‘자동차 부수는 사람들(Carbusters)’에 의해 발족되었고, 같은 해에 지구의 날 네트워크와 세계 승용차 없는 날의 협동 계획으로 지구를 위한 차 없는 날 행사가 이뤄졌다.

## 방식
1. 지자체에서 공식적으로 공공기관의 힘을 빌려 교통을 통제시키는 방법
2.캠페인을 주최하여 개개인이 지구온난화의 심각성을 느끼도록 하여금 거리의 차들을 줄이는 방법

## 세계 차 없는 날

### 유럽
유럽연합을 비롯한 세계 각국(30개국 813개 도시)이 참여하여 '유럽 차 없는 날'

     행사를    "도심에서는 자가용을 타지 맙시다(In town, without my car)"라는 캐치프레이즈로 실시

### 대한민국
대한민국에서는 2007년 서울이 최초로 캠페인화 하여 '서울 차 없는 날'이라는 이름으로 매년 시행중에 있다.

## 역사
1997년 : 프랑스 라로쉐에서 교통량 감축과 환경개선을 위해 “도심지에서는 승용차를
           이용하지 맙시다”라는 시민운동으로 처음 시작
2000년 : 유럽연합을 비롯한 세계 각국(30개국 813개 도시)이 참여하여 제1회 '유럽 차 없는 날'
         행사를    "도심에서는 자가용을 타지 맙시다(In town, without my car)"라는
          캐치프레이즈로 실시
2001년 : 9월22일을 '세계 차 없는 날'로 결정하고 전세계 1천3백여 도시에서 캠페인을 실시
             우리나라도 서울, 대구 등 일부지역에서 환경, 에너지, 소비자단체들의 주도아래
            지속적으로 캠페인 실시
2007년 : 9월 10일 서울시 주최 ‘서울 차 없는 날’을 실시
             차량이 통제된 서울에는 환경과 관련된 다양한 퍼포먼스가 실시됐다.
             (보신각 주변에 인공 잔디밭과 인공 녹지그늘인 에코터널이 설치되고
             시민들은 차도에 펼쳐진 대형 그림판에 그림 그리기, 길거리 아티스트 공연,
            각종 친환경 작품등 사진 전시 등 실시)
2008년 :  「Clean air for all」(모든 시민을 위한 깨끗한 공기)라는 캐치프레이즈를
               중심으로 수도권 지자체 (서울시, 인천시, 경기도) 공동주최와
               환경부(수도권대기환경청)의 행사지원으로 그동안 소규모로

              진행된 것과 달리 정부주도로 확대 실시

### 관련 행사들
세부행사내용으로는 종로와 테헤란로 5.2km구간을 '차 없는 거리'로 지정, 버스 외에 모든차량을 전면통제하고 임시 자전거 전용도로를 운영한다. 또한 첫차부터 오전4시~오후6시까지 서울버스 및 지하철을 무료로 이용하는 행사를 진행하였다.

## 같이 보기
- 혼잡통행료
- 크리티컬 매스
- 환경주의